# 許添財
許 添財（きょ てんざい、シュー ティエンツァイ、1951年〈民国40年〉1月23日 - ）は、中華民国（台湾）の政治家、元中国文化大学の教員。民主進歩党所属の元立法委員、元台南市長。

## 経歴
1951年に台南県官田郷（現：台南市官田区）で生まれ、陳水扁とは4年間同級生だった。
1992年の第2回立法委員選挙で台南市選挙区から立候補し初当選。1995年に民進党を離党し、第3回立法委員選挙でも再選された。
1997年、無党籍で台南市長選挙に立候補したが、民進党候補の張燦鍙に敗れ落選した。
1998年9月18日、新国家連線の結党とともに入党し、秘書長に就任した。同年の第4回立法委員選挙では新国家連線から出馬し、再選された。
1999年、新国家連線を離党し、民進党に再入党。
2001年の台南市長選挙で民進党から立候補し当選。
2005年の台南市長選挙でも再選された。
2009年、改制後初の台南市長選挙の党内予備選で頼清徳に敗れた。
2010年、台南市第四選挙区の頼清徳が立法委員を辞職することに伴い、翌年3月5日に行われた補欠選挙で60%以上の得票率を獲得し当選した。
2012年の第8回立法委員選挙では、台南市第四選挙区から10万票を超える得票数で再選された。
2016年の第9回立法委員選挙では再選に立候補しないと発表し、同年1月31日の任期満了をもって立法委員を退任した。

## 選挙記録
| 年度 | 選挙                  | 選挙区           | 所属政党   | 得票数  | 得票率 | 当選 | 注釈 |
| ---- | --------------------- | ---------------- | ---------- | ------- | ------ | ---- | ---- |
| 1992 | 第2回立法委員選挙     | 台南市選挙区     | 民主進歩党 | 52,407  | 15.35% |      |      |
| 1995 | 第3回立法委員選挙     | 台南市選挙区     | 無党籍     | 64,069  | 20.07% |      |      |
| 1997 | 第13回台南市長選挙    | 台南市           | 無党籍     | 64,228  | 19.77% |      |      |
| 1998 | 第4回立法委員選挙     | 台南市選挙区     | 新国家連線 | 34,961  | 11.84% |      |      |
| 2001 | 第14回台南市長選挙    | 台南市           | 民主進歩党 | 141,840 | 43.23% |      |      |
| 2005 | 第15回台南市長選挙    | 台南市           | 民主進歩党 | 148,006 | 45.65% |      |      |
| 2011 | 第7回立法委員補欠選挙 | 台南市第四選挙区 | 民主進歩党 | 49,002  | 61.25% |      |      |
| 2012 | 第8回立法委員選挙     | 台南市第四選挙区 | 民主進歩党 | 115,439 | 53.03% |      |      |